# Vakulkî, Nedrîhailiv
Vakulkî (în ucraineană Вакулки) este un sat în așezarea urbană Nedrîhailiv din regiunea Sumî, Ucraina.

## Demografie
Componența lingvistică a localității Vakulkî
     Ucraineană (95,8%)
     Rusă (3,36%)
     Alte limbi (0,84%)
Conform recensământului din 2001, majoritatea populației localității Vakulkî era vorbitoare de ucraineană (95,8%), existând în minoritate și vorbitori de rusă (3,36%).